# 705

## Събития
- През 705 година България осъществява първата си сериозна намеса във външните работи на Византия. Тогава, след като хан Тервел помага на византийския император Юстиниан ІІ да се върне на трона, териториите на България за пръв път се разширяват на юг от Балкана – присъединена е областта Загоре, а българският владетел получава титлата „кесар“.
- 705 г. хан Тервел и Анастасия от Византия (* 685; дъщеря на Юстиниан II (Ринометос) и Евдокия), сключват годеж.

## Починали
- Леонтий, византийски император
- Тиберий III Апсимар, византийски император
- 11 януари – Йоан VI, римски папа